# 2I/Borisov

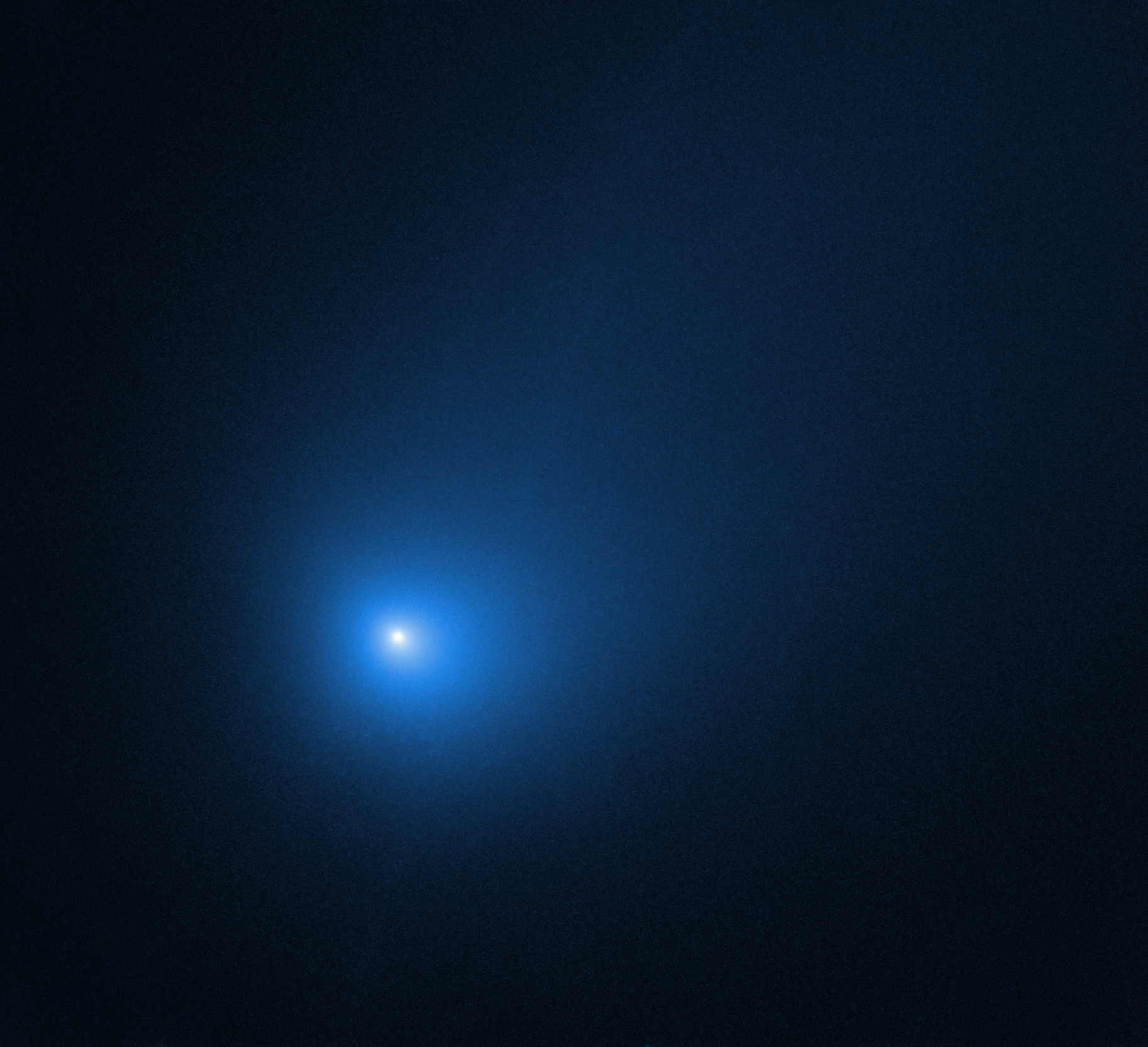
En esta observación, el telescopio espacial Hubble de la NASA/ESA volvió a visitar el cometa poco después de su acercamiento más cercano al Sol en diciembre de 2019.

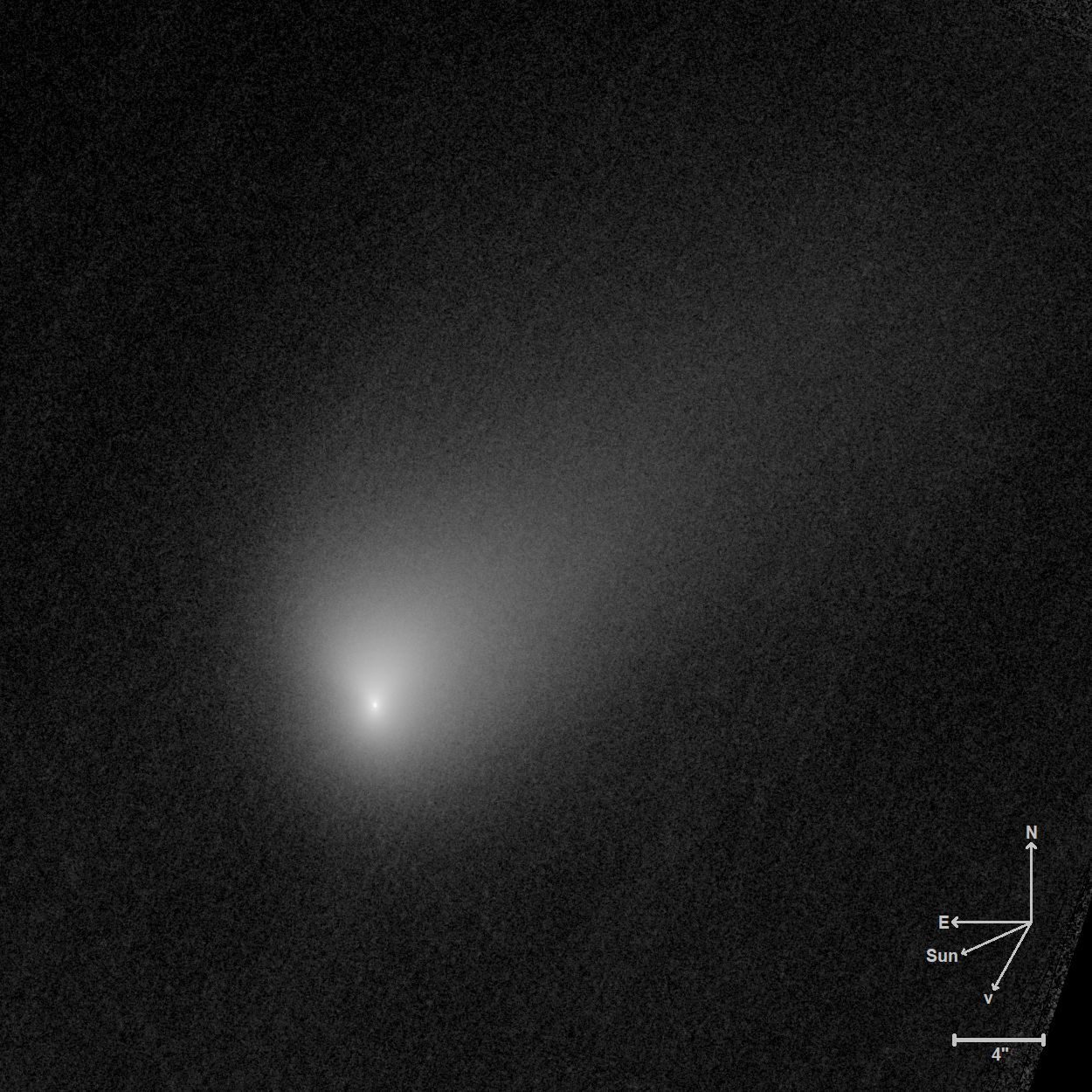
Imagen del Telescopio Espacial Hubble del 2I/Borisov tomada el 12 de octubre de 2019

2I/Borisov es un cometa interestelar proveniente de fuera del sistema solar (animación de cometa acercándose al sistema solar interno)

2I/Borisov es un cometa interestelar con una excentricidad orbital heliocéntrica de ≈3 y no está ligado al Sol El exceso de velocidad hiperbólica ({\displaystyle v_{\infty }}) de ≈30 km/s (kilómetros por segundo) es un indicador importante de que es interestelar, ya que una velocidad {\displaystyle v_{\infty }} inferior a 3 km/s puede explicarse por perturbaciones. El cometa pasará a través de la eclíptica del sistema solar en diciembre de 2019, con el acercamiento más cercano al Sol a poco menos de 2 UA (unidades astronómicas) el 8 de diciembre de 2019. El cometa pasó a través de la eclíptica del sistema solar a fines de octubre de 2019 e hizo su aproximación más cercana al Sol a poco más de 2 UA el 8 de diciembre de 2019. En noviembre de 2019, los astrónomos de la Universidad de Yale dijeron que el cometa (incluido el coma y la cola) tenía 14 veces el tamaño de la Tierra, y declararon: «Es humilde darse cuenta de lo pequeña que es la Tierra al lado de este visitante de otro sistema solar». A mediados de marzo de 2020, se observó que el cometa se fragmentaba; y más tarde, en abril, se informaron aún más pruebas de fragmentación.

## Descubrimiento
El objeto fue descubierto el 30 de agosto de 2019 en el observatorio de MARGO, Nauchnyy, Crimea, por el astrónomo aficionado Guennadi Borisov utilizando su telescopio de 0,65 m (metros). En el momento del descubrimiento, se encontraba a 3 UA (unidades astronómicas) del Sol, 3,7 UA de la Tierra, y tenía una elongación solar de 38°. Llegó al perihelio (la aproximación más cercana al Sol) alrededor del 7 de diciembre de 2019.
Borisov describió su descubrimiento de la siguiente manera:

Lo observé el 29 de agosto, pero era el 30 de agosto GMT. Vi un objeto en movimiento en el marco; se movía en una dirección ligeramente diferente a la de los asteroides principales. Medí sus coordenadas y consulté la base de datos del Centro de Planetas Menores. Resultó que era un objeto nuevo. Luego medí la clasificación del objeto cercano a la Tierra —que se calcula a partir de varios parámetros—, y resultó ser 100 % —en otras palabras, peligroso—. En tales casos, debo publicar inmediatamente los parámetros en la página web mundial para confirmar la presencia de asteroides peligrosos, y escribí que el objeto era difuso y que no era un asteroide, sino un cometa.

El descubrimiento de 2I/Borisov por Borisov ha sido comparado con el descubrimiento de Plutón  por Clyde Tombaugh. Tombaugh era también un astrónomo aficionado que estaba construyendo sus propios telescopios, aunque descubrió Plutón usando el astrograma del Observatorio Lowell.

## NEOCP
El cometa fue listado temporalmente en la página de confirmación de objetos cercanos a la Tierra (NEOCP) como gb00234 porque las soluciones de órbita tenían la posibilidad de que se acercara notablemente a la Tierra. Antes de que las incertidumbres se redujeran lo suficiente como para saber que el cometa era hiperbólico (e > 1) y 3 UA (unidades astronómicas) del Sol, las soluciones de órbita sugerían que podría estar a 1,4 UA del Sol, tener un afelio (la distancia más lejana del Sol) de 1,6 UA, y orbitar el Sol en menos de 1 año. Tal solución vino de intercambiar la excentricidad por la inclinación, es decir: una inclinación más alta de 75° con una excentricidad menor de 0,7. Tal órbita es ahora conocida por ser inválida ya que el cometa ni siquiera califica para ser categorizado como un objeto cercano a la Tierra.

## Excentricidad
Cuanto más pequeño sea el punto de perihelio, más pequeña será la excentricidad. Los vuelos interestelares pueden tener excentricidades muy altas como e > 3 porque los objetos nunca estuvieron atados al Sol y un pequeño cambio en la velocidad resultará en un gran cambio en la excentricidad. El exceso de velocidad hiperbólica ({\displaystyle v_{\infty }}) de unos 33 km/s (kilómetros por segundo) es un indicador importante de que es de origen interestelar, ya que un estilo de visualización inferior ({\displaystyle v_{\infty }}) a 3 km/s puede explicarse por perturbaciones. En el espacio interestelar 2I/Borisov toma aproximadamente 9000 años viajar un año luz.
Con un arco de observación de 13 días, el mejor ajuste para la órbita hiperbólica tiene una excentricidad de alrededor de 3,5, con perihelio a 2,0 UA (unidades astronómicas) alrededor del 7 de diciembre de 2019. Utilizando 151 observaciones, el Scout de JPL dio un rango de excentricidad de 2,9-4,5.
Con un arco de observación de sólo 12 días, todavía había dudas sobre si era interestelar porque las observaciones se encontraban en una baja elongación solar, lo que podría introducir sesgos en los datos como la refracción diferencial. Basándose en las observaciones disponibles, la órbita sólo podría ser parabólica si se ve afectada significativamente por fuerzas no gravitatorias (empuje de desgasificación) más que cualquier otro cometa conocido. El uso de grandes fuerzas no gravitatorias en la solución de órbita altamente excéntrica podría generar una excentricidad de aproximadamente 1, un Earth-MOID de 0.34 UA (51 000 000 km), con perihelio a 0,90 UA alrededor del 30 de diciembre de 2019. Pero la órbita convergió hacia la solución hiperbólica que indicaba un origen interestelar y las fuerzas no gravitacionales no podían explicar el movimiento.
| Objeto                                                        | Velocidad                |
| ------------------------------------------------------------- | ------------------------ |
| C/2010 X1 (Elenin) (para comparar cuando 200 UA desde el Sol) | 2.96 km/s (0.62 UA/año)  |
| 1I/2017 U1 (ʻOumuamua)                                        | 26.33 km/s (5.55 UA/año) |
| 2I/Borisov                                                    | 32.8 km/s (6.91 UA/año)  |

| # de observaciones | Arco de observación (horas) | Rangos de excentricidad |
| ------------------ | --------------------------- | ----------------------- |
| 81                 | 225                         | 0.9-1.6                 |
| 99                 | 272                         | 2.0-4.2                 |
| 127                | 289                         | 2.8-4.7                 |
| 142                | 298                         | 2.8-4.5                 |
| 151                | 302                         | 2.9-4.5                 |

## Alcance con una sonda
La mayor velocidad hiperbólica de exceso de 2I/Borisov de 30,7 km/s (kilómetros por segundo) hace que sea más difícil alcanzar para una nave espacial que 1I/ʻOumuamua (26,33 km/s). Según un equipo de la Iniciativa de Estudios Interestelares, una nave espacial de dos toneladas podría haber sido enviada teóricamente en julio de 2018 para interceptar con 2I/Borisov utilizando un lanzador de clase Falcon Heavy, pero solo si el objeto se hubiera descubierto mucho antes de lo que era. Los lanzamientos posteriores a la fecha de su descubrimiento requerirían un lanzador de gran tamaño, como el Sistema de Lanzamiento Espacial, un sobrevuelo combinado de Júpiter y una maniobra de Oberth. E incluso un lanzador de clase SLS ahora sólo sería capaz de entregar una carga útil de 3 kg (como un CubeSat) a una trayectoria que interceptara el 2I/Borisov. Según el testimonio del Congreso, la NASA podría necesitar al menos cinco años para lanzar una misión de interceptación.

## Composición
El 13 de septiembre de 2019, el Gran Telescopio Canarias obtuvo el espectro visible (de baja resolución) con el instrumento OSIRIS de 2I/Borisov que reveló que este objeto tiene una composición superficial no muy diferente a la de los cometas típicos de la nube de Oort.
A diferencia de 1I/ʻOumuamua, que tenía una apariencia asteroidal, las observaciones iniciales de Borisov y la posterior validación de terceros afirmaron la presencia de un coma alrededor del cuerpo, indicando una nube de polvo y gas que clasificaría al cuerpo como un cometa Dave Jewitt y Jane Luu estiman por el tamaño de su coma que el cometa está produciendo 2 kg/s (kilogramos por segundo) de polvo y está perdiendo 60 kg/s de agua. Las estimaciones iniciales del tamaño del núcleo de 2I/Borisov, publicadas el 12 de septiembre de 2019, oscilaban entre 2 y 16 km (kilómetros), basándose en las observaciones realizadas por Karen Meech en la Universidad de Hawái,mientras que Guzik et al. El 18 de septiembre, Siraj et al. argumentaron que el núcleo era probablemente pequeño, del orden de 2 km. Alan Fitzsimmons, Karen Meech y otros publicaron el 26 de septiembre una estimación mejorada del tamaño, basada en la tasa de producción de ciertas moléculas en coma del cometa. Estimaron que el núcleo tiene entre 1,4 y 6,6 km de diámetro.
De manera similar, las mediciones tomadas en el Telescopio Óptico Nórdico encontraron que el cometa tenía índices de color que se asemejaban a los cometas de período largo del sistema solar. El Telescopio William Herschel, ubicado en la isla de La Palma, reportó la detección de emisión de cianuro (fórmula CN) a 388 nm (este tipo de emisión ha sido detectado en muchos otros cometas, incluyendo el cometa Halley) y limitó la tasa de producción de otras moléculas tales como el carbono diatómico (fórmula C2).Esta fue la primera detección de emisiones de gases de un objeto interestelar. La observación posterior en el telescopio Bok y el telescopio MMT en Arizona detectaron carbono diatómico. La proporción de C2 a CN es similar a la de un grupo de cometas agotados, la mayoría de los cuales son cometas de la familia Júpiter.
El cometa estará a menos de 2 UA (unidades astronómicas) del Sol, una distancia a la cual se han encontrado muchos cometas pequeños que se desintegran. La probabilidad de que un cometa se desintegre fuertemente depende del tamaño de su núcleo; Guzik et al. estimaron una probabilidad del 10 % de que esto le ocurra a 2I/Borisov. Jewitt y Luu compararon 2I/Borisov con C/2019 J2, otro cometa de tamaño similar que se desintegró en mayo de 2019 a una distancia de 1,9 UA del Sol. Si 2I/Borisov se desintegra, es posible que deje un remanente inactivo, similar a 1I/ʻOumuamua.